# Толькинское
Толькинское — муниципальное образование со статусом сельского поселения в Красноселькупском районе Ямало-Ненецкого автономного округа России.
Административный центр — село Толька.

## История
Статус и границы сельского поселения установлены Законом Ямало-Ненецкого автономного округа от 18 октября 2004 года N 41-ЗАО О наделении статусом, определении административного центра и установлении границ муниципальных образований Красноселькупского района.

## Население
| 2010  | 2011  | 2012  | 2013  | 2014  | 2015  | 2016  |
| ----- | ----- | ----- | ----- | ----- | ----- | ----- |
| 1996  | ↘1991 | ↘1964 | ↘1905 | ↗1945 | ↘1934 | ↘1906 |
| 2017  | 2018  | 2019  |       |       |       |       |
| ↘1853 | ↘1823 | ↗1827 |       |       |       |       |

## Населённые пункты
В состав сельского поселения входят 2 населённых пункта:
| № | Населённый пункт | Тип населённого пункта       | Население |
| - | ---------------- | ---------------------------- | --------- |
| 1 | Киккиакки        | село                         | ↘9        |
| 2 | Толька           | село, административный центр | ↘1786     |